# 새 출발 (2014년 영화)
새 출발(A Fresh Start)은 한국에서 제작된 장우진 감독의 2014년 드라마 영화이다. 우지현 등이 주연으로 출연하였고 김동호 등이 제작에 참여하였다.

## 출연

### 주연
- 우지현
- 이혜아
- 허재원
- 양흥주
- 조예원
- 김민중

### 조연
- 지성은

## 제작진
- 제작책임: 박기용
- 프로듀서: 황재순
- 조명: 강승원
- 미술: 김현아